# Paignton Zoo
Paignton Zoo – ogród zoologiczny w angielskim mieście Paignton w hrabstwie Devon. Waścicielem ogrodu jest spółka Whitley Wildlife Conservation Trust. W zbiorach ogrodu znajduje się ok. 1200 zwierząt z ponad 300 gatunków. W 2007 Paignton Zoo odwiedziło 520 000 osób.

## Historia
Ogród zoologiczny otworzono dla publiczności w 1923. Niespełna rok później został on zamknięty, gdy jego właściciel Herbert Whitley odmówił zapłacenia podatku od rozrywki, argumentując, że ogród zoologiczny jest miejscem edukacyjnym, a nie rozrywkowym. Podczas II wojny światowej ogród przyjął ewakuowane zwierzęta z Chesington Zoo. Pierwszy słoń pojawił się w ogrodzie w 1949, a pierwsze żyrafy – w 1968. Od 1964 Paignton Zoo funkcjonuje na zasadzie zarejestrowanej organizacji charytatywnej. W 1995 zoo otrzymało 2,9 miliona funtów grantu z Europejskiego Funduszu Rozwoju. W 1996 zoo zmieniło nazwę na Paignton Zoo Environmental Park.